# Rajshahi (division)
Pour les articles homonymes, voir Rajshahi.
La division de Râjshâhî est une des huit divisions administratives du Bangladesh, située au nord-ouest du pays.  Le 25 janvier 2010, huit districts sont enlevés de la division pour constituer la division de Rangpur (Dinajpur, Gaibandha, Kurigram, Lalmonirhat, Nilphamarin, Panchagarh, Rangpur et Thakurgaon).
Râjshâhî et Saidpur possèdent un aéroport, avec des vols quotidiens vers la capitale Dacca. 

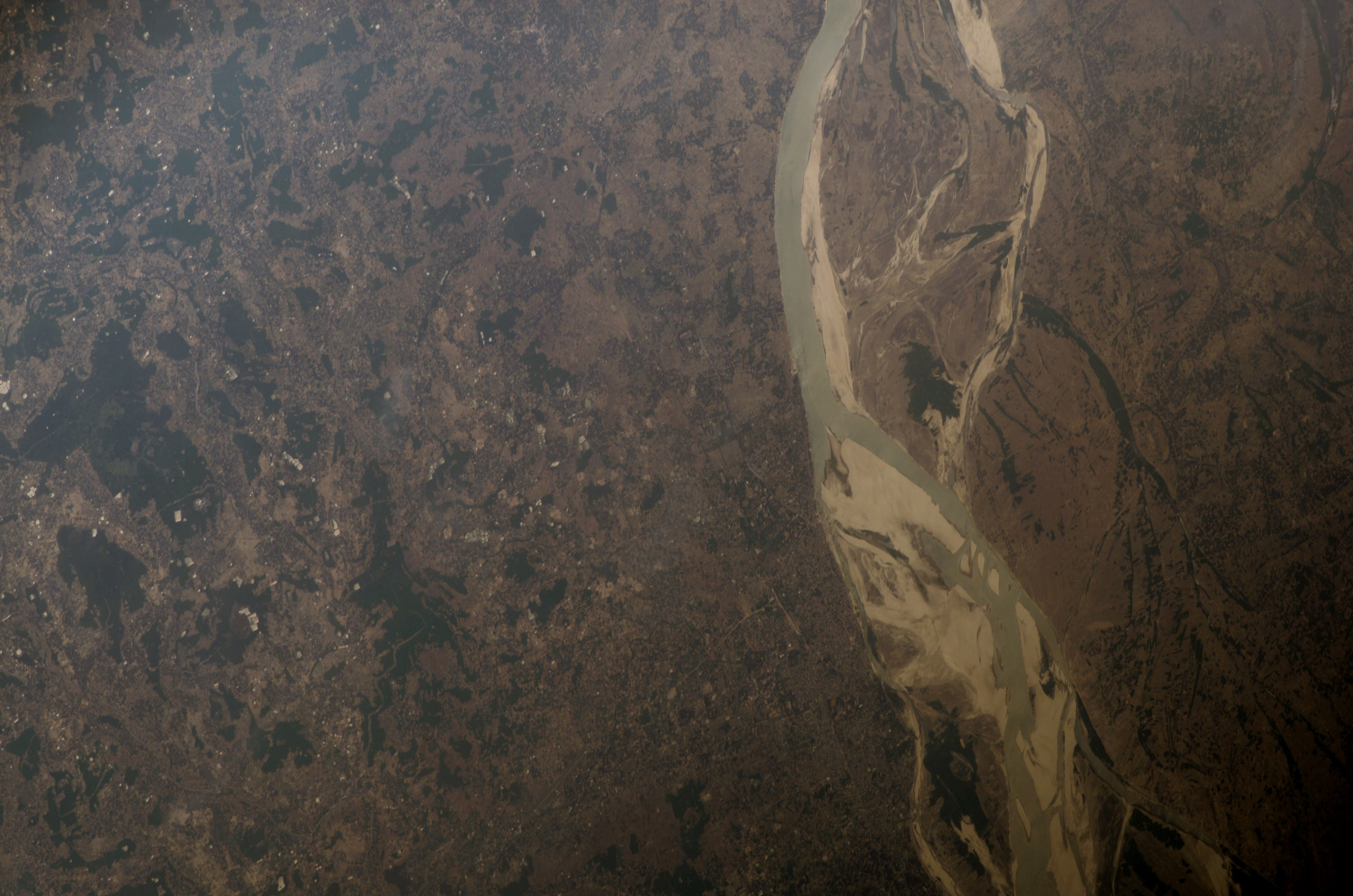
Vue du Bangladesh prise lors de l'expédition ISS 16

Un monument important du Râjshâhî est le Kantaji Mandir, un temple hindou au nord de Dinajpur. Le temple est recouvert entièrement de milliers de plaques de terre cuite, toutes décorées de motifs différents. Les autres sites intéressants sont Sompur Bihara, un grand monastère bouddhiste, Mahasthangarh, qui abrite des sites archéologiques des périodes hindoues, bouddhistes et musulmanes. Le musée de Barendra est l'un des principaux musées se spécialisant dans l'histoire du Bengale antique.
Le Râjshâhî est connu pour sa production fruitière, en particulier celle de la mangue.
| District  | Upazila | Union | Village | Municipalité | Population |
| --------- | ------- | ----- | ------- | ------------ | ---------- |
| Bogra     | 11      | 108   | 2 695   | 5            | 3 013 056  |
| Joypurhat | 5       | 32    | 896     | 3            | 846 696    |
| Naogaon   | 11      | 99    | 2 799   | 2            | 2 391 355  |
| Natore    | 6       | 52    | 1 384   | 4            | 1 521 336  |
| Nawabganj | 5       | 45    | 1 120   | 3            | 1 425 322  |
| Pabna     | 9       | 72    | 1 536   | 8            | 2 176 270  |
| Rajshahi  | 13      | 71    | 1 853   | 7            | 2 286 874  |
| Sirajganj | 9       | 79    | 2 024   | 4            | 2 693 814  |
| 8         | 69      | 558   | 14 307  | 36           | 16 354 723 |